# Princess Louisa Marine Park
Princess Louisa Marine Park är en park i Kanada.   Den ligger i provinsen British Columbia, i den sydvästra delen av landet, 3 600 km väster om huvudstaden Ottawa. Princess Louisa Marine Park ligger 10 meter över havet.
Terrängen runt Princess Louisa Marine Park är huvudsakligen mycket bergig. Princess Louisa Marine Park ligger nere i en dal. Runt Princess Louisa Marine Park är det mycket glesbefolkat, med 3 invånare per kvadratkilometer.. 
I omgivningarna runt Princess Louisa Marine Park växer i huvudsak barrskog.